# Коробенков Олексій Олександрович
Олексі́й Олекса́ндрович Коробенков (22 серпня 1990, село Боброво, Архангельска область, РРСФР — 28 липня 2014, Савур-могила (біля села Саурівка Шахтарського району Донецької області)  — капітан (посмертно) 30-ї окремої механізованої бригади Збройних сил України, учасник російсько-української війни.

## Життєпис
Народився 1990 року в селі Боброво Архангельської області. З малих років мама виховувала дітей сама. Проживав у селі Олександрівка Буринського району Сумської області. 2008 року вступив на факультет військової підготовки Харківського політехнічного інституту.
Заступник командира механізованої роти з озброєння, 30-та окрема механізована бригада.
28 липня 2014 року загинув під час обстрілу з РСЗВ «Град» — приблизно о 1-й годині ночі, поблизу висоти Савур-могила.
Похований у селі Олександрівка Буринського району Сумської області.
Без брата лишились мама і сестра Ганна.

## Нагороди та вшанування
- 14 листопада 2014 року за особисту мужність і героїзм, виявлені у захисті державного суверенітету та територіальної цілісності України, вірність військовій присязі під час російсько-української війни, відзначений — нагороджений орденом Богдана Хмельницького ІІІ ступеня (посмертно).
- Ім'я Олексія Коробенкова присвоєно Олександрівському навчально-виховному комплексу, с. Олександрівка Буринського району Сумської області.